# Dorin Goian
Nicolae Dorin Goian (ur. 12 grudnia 1980 w Suczawie) – piłkarz rumuński grający na pozycji środkowego obrońcy, a także trener. Brat Dorina, Lucian Goian, także jest piłkarzem.

## Kariera klubowa
Goian piłkarską karierę rozpoczął w klubie Foresta Suceava. W wieku 17 lat zaczął występować w drużynie rezerw, a w 1999 roku zadebiutował w pierwszej drużynie w rozgrywkach drugiej ligi. Rozegrał dwa spotkania, ale na wiosnę został wypożyczony do Glorii Buzău, z którą spadł do trzeciej ligi. Międzyczasie Foresta awansowała do pierwszej ligi i 5 sierpnia Goian zadebiutował w rumuńskiej ekstraklasie w wygranym 2:0 meczu z Glorią Bystrzyca. Na koniec sezonu 2000/2001 przeżył jednak spadek do drugiej ligi i tam grał z Forestą jeszcze przez kolejne pół roku.
Na początku 2002 roku Goian wrócił do pierwszej ligi. Został zawodnikiem drużyny Ceahlăul Piatra Neamț. Został zawodnikiem pierwszej jedenastki, a w 2003 roku zajął 5. miejsce w lidze. Grał tam też w rundzie jesiennej sezonu 2003/2004, a na wiosnę przeszedł do FCM Bacău, dla którego rozegrał 26 spotkań w rok.
Jesienią 2004 Goian przeszedł do jednego z czołowych zespołów w Rumunii, Steauy Bukareszt. Podpisał pięcioletni kontrakt i kosztował 100 tysięcy dolarów. Do Steauy przybył wraz z partnerami z Bacău, Andreiem Cristeą, Eugenem Baciu i Florinem Lovinem. Na koniec sezonu został wraz ze Steauą mistrzem Rumunii. Swojego pierwszego gola w barwach Steauy Goian zdobył w meczu z Pucharu UEFA z norweską Vålerenga Fotball. W rozgrywkach pucharu w edycji 2005/2006 został najlepszym strzelcem drużyny dokładając gole w spotkaniach z RC Lens, Halmstads BK, a także SC Heerenveen i w porażce 2:4 w półfinale z Middlesbrough Sukces osiągnął także w lidze, gdy drugi raz w karierze wywalczył mistrzostwo kraju. W sezonie 2006/2007 wywalczył wicemistrzostwo kraju, a w 2007/2008 pomógł drużynie w wyeliminowaniu Zagłębia Lubin i BATE Borysów z eliminacji do Ligi Mistrzów. Zdobył gole w obydwu dwumeczach, a także w grupowym meczu ze Slavią Praga.
Latem 2009 Goian odszedł do włoskiego US Palermo, dla którego w sezonie 2009/2010 rozegrał 14 meczów w Serie A.
W lipcu 2011 roku przeszedł do Rangers F.C. W 2012 roku został wypożyczony do Spezii Calcio, a w 2013 roku został zawodnikiem Asterasu Tripolis. W 2016 roku zakończył tam karierę.
| Sezon   | Klub                  | Kraj    | Rozgrywki          | Mecze | Bramki |
| ------- | --------------------- | ------- | ------------------ | ----- | ------ |
| 1999/00 | Foresta Suceava       | Rumunia | Divizia B          | 2     | 0      |
| 1999/00 | Gloria Buzău          | Rumunia | Divizia B          | 19    | 0      |
| 2000/01 | Foresta Suceava       | Rumunia | Divizia A          | 15    | 0      |
| 2001/02 | Foresta Suceava       | Rumunia | Divizia B          | 11    | 2      |
| 2001/02 | Ceahlăul Piatra Neamț | Rumunia | Divizia A          | 9     | 0      |
| 2002/03 | Ceahlăul Piatra Neamț | Rumunia | Divizia A          | 23    | 2      |
| 2003/04 | Ceahlăul Piatra Neamț | Rumunia | Divizia A          | 12    | 0      |
| 2003/04 | FCM Bacău             | Rumunia | Divizia A          | 12    | 0      |
| 2004/05 | FCM Bacău             | Rumunia | Divizia A          | 14    | 2      |
| 2004/05 | Steaua Bukareszt      | Rumunia | Divizia A          | 4     | 0      |
| 2005/06 | Steaua Bukareszt      | Rumunia | Divizia A          | 23    | 2      |
| 2006/07 | Steaua Bukareszt      | Rumunia | Divizia A          | 28    | 1      |
| 2007/08 | Steaua Bukareszt      | Rumunia | Divizia A          | 23    | 2      |
| 2008/09 | Steaua Bukareszt      | Rumunia | Divizia A          | 26    | 1      |
| 2009/10 | US Palermo            | Włochy  | Serie A            | 14    | 0      |
| 2010/11 | US Palermo            | Włochy  | Serie A            | 16    | 1      |
| 2011/12 | Rangers F.C.          | Szkocja | Premier League     | 33    | 0      |
| 2012/13 | Rangers F.C.          | Szkocja | Third Division     | 2     | 0      |
| 2012/13 | Spezia Calcio         | Włochy  | Serie B            | 26    | 2      |
| 2013/14 | Asteras Tripolis      | Grecja  | Superleague Ellada | 26    | 1      |

## Kariera reprezentacyjna
W reprezentacji Rumunii Goian zadebiutował 16 listopada 2005 roku w wygranym 3:0 towarzyskim meczu z Nigerią. W eliminacjach do Euro 2008 był podstawowym zawodnikiem Rumunii i zdobył 2 gole: w meczu z Białorusią (3:1) i Holandią (1:0).